# Osric (Northumbria)

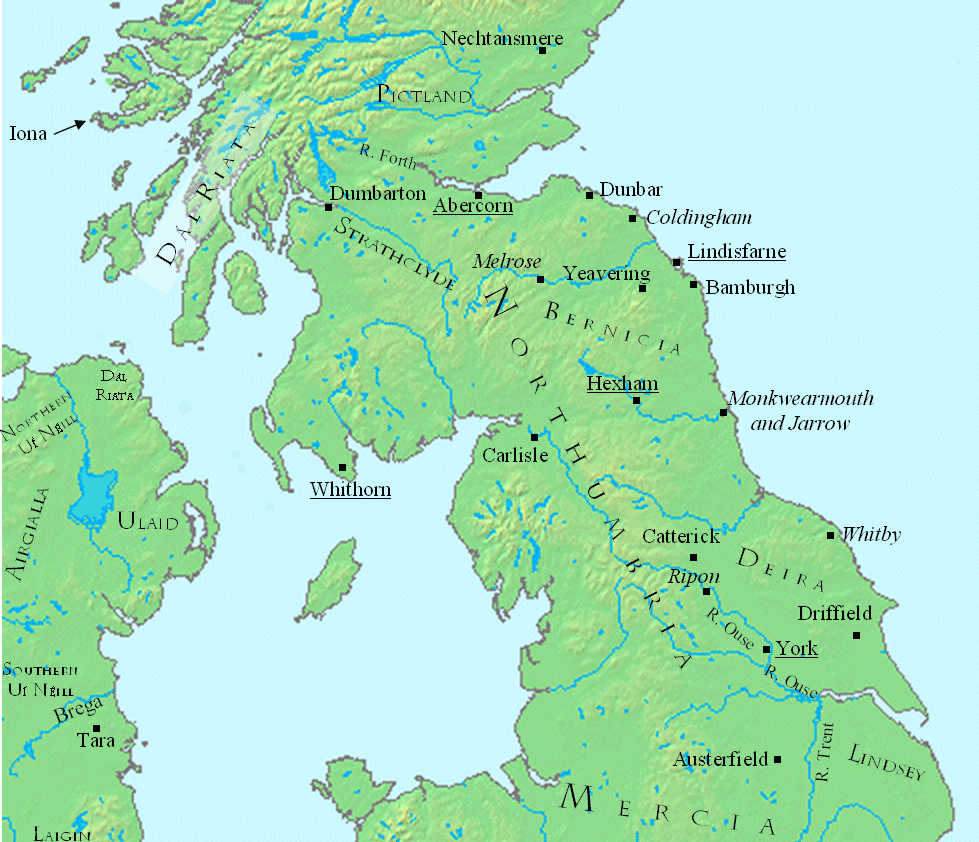
Northumbria zur Zeit Osrics

Osric (auch Osricus; * um 700; † 9. Mai 729) war in den Jahren 718 bis 729 König des angelsächsischen Königreiches Northumbria.
Osric war vermutlich ein Sohn des Aldfrith (686–705) und dessen Gemahlin Cuthburga sowie ein jüngerer Bruder von Osred I. (706–716). Er stammte aus dem Haus Æthelfrith (592–616).

## Leben
Als König Cenred aus dem Haus Occa (Ocga) im Jahr 718 starb, folgte ihm Osric auf den Thron. Einzelheiten zu Osrics Regierungszeit sind nicht überliefert. Als seinen Nachfolger bestimmte er im Jahre 729 kurz vor seinem Tod Ceolwulf, den Bruder seines Vorgängers Cenred aus dem Haus Occa (Ocga), das damit endgültig die bisherige Dynastie beerbte. Osric starb am 9. Mai 729 eines gewaltsamen Todes.